# Фернандо IV (Кастилия)
Фернандо IV Кастилски (на испански: Fernando IV de Castilla; * 6 декември 1285, Севиля; † 7 септември 1312, Хаен) е крал на Кастилия и Леон от 1295 година.

## Произход
Син е на Санчо IV Кастилски и Мария де Молина.

## Начало на управлението
През 1295 г., на 9-годишна възраст, Фернандо става крал след смъртта на баща му. В това време Кастилия от дълги години преживява вътрешна криза и е раздирана от междуособици. След смъртта на Санчо IV разприте приемат такива размери, че страната почти се разпада на части. Не всички признават майката на Фернандо, Мария де Молина, като законна жена на Санчо (съответно, не признават Фернандо ІV за законен син и наследник). Затова братът на Санчо, дон Хуан претендира за престола. Дон Енрике се връща от изгнание и претендира за регентството. От друга страна претендент за крал е и братовчедът Фернандо, Алфонсо де ла Серда, когото поддържат кралете на Франция и Арагон, а така също и могъщите фамилии Лара и Аро.

## Брак и деца
През 1302 година Фернандо IV се жени за Констанс, дъщеря на крал Денис I Португалски. Имат три деца:
- Леонора (1307 – 1359) брак с Алфонсо IV, крал на Арагон
- Констанс (1307 – 1310)
- Алфонсо XI (13 август 1311 – 26 или 27 март 1350) наследник на Фернандо IV, крал на Кастилия и Леон.